# Benivolum
Benivolum är ett av de tre mål i den klassiska retoriken som talaren behöver uppfylla i sin inledning, exordium, för att få lyssnaren eller läsaren att stanna kvar. De andra målen är docilem och attentum.
Benivolum betyder välvillig, och syftar till att få publiken välvilligt inställda till talaren och talet. Detta går, enligt författaren till Ad Herennium att göra på fyra sätt. Genom att utgå från sig själv, från motparten, från åhöraren eller från sakfrågan. Genom att utgå från sig själv svarar talaren på frågan vem hon är och vad hon har gjort. Genom att utgå från motparten så finner hon välvilja genom att framkalla hat mot motparten samt peka på någonting negativt motparten är skyldig till. Vill talare utgå från åhöraren så kan hon smickra denne. Vill hon utgå från sakfrågan så kan hon peka på vad hon gör samt vad motparten inte gör.  
Janne Lindqvist menar att välvilja går att finna genom att uttrycka glädje över situationen, exempelvis genom att visa att hon är glad att vara där. Hon kan också finna välvilja genom att visa upp en grundläggande anspråkslöshet, ”jag är ingen talare” är ett exempel på hur man kan visa det. Välvilja kan även vinnas genom att smickra åhörarna, berömma arrangemanget eller lokalen, eller uttrycka förakt mot någonting publiken föraktar.